# Adalbert von Ladenberg

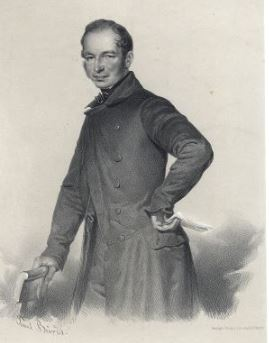
Adalbert von Ladenberg

Adalbert von Ladenberg (Ansbach, 18 februari 1798 - ?, 15 februari 1855) was een Pruisisch politicus.

## Leven
Ladenberg, zoon van de politicus Philipp von Ladenberg, bezocht het gymnasium in Berlijn, nam in 1815 als vrijwilliger deel aan de Bevrijdingsoorlogen en studeerde vervolgens te Berlijn, Heidelberg en Göttingen rechten en staathuishoudkunde. Hij trad in 1818 in dienst van de Pruisische staat, werd in 1824 Regierungsrat en rechtskundig adviseur te Keulen, in 1829 Oberregierungsrat te Koningsbergen, in 1830 te Merseburg en in 1834 Regierungspräsident van Trier. Onder Karl vom Stein zum Altenstein werd hij in 1839 directeur in het ministerie van Onderwijs, dat hij na Altensteins dood van 14 mei tot 22 oktober 1840 leidde. Daarna was hij directeur van de afdeling voor evangelische, onderwijs- en medische aangelegenheden. In 1841 werd hij buitengewoon regeringsgevolmachtigde aan de Universiteit van Berlijn.
Ladenberg leidde in 1848 onder de ministers Maximilian von Schwerin-Putzar en Johann Karl Rodbertus wederom het ministerie van Onderwijs, dat hem in november van dat jaar ook officieel werd toevertrouwd. Als minister bereidde hij onder meer een onderwijswet en een medische wet voor, maar de realisatie van veel van zijn plannen werd verhinderd door zijn aftreden in 1850, waartoe hij zich door het Verdrag van Olmütz genoodzaakt zag. Vervolgens was hij, nadat koning Frederik Willem IV hem even als minister van Financiën had overwogen, korte tijd ad interim minister-president. Daarna werd hij geheimraad en chef van de rekenkamer. Hij stierf in 1855.

## Werk
- Übersicht der französischen und preußischen Hypothekenverfassung (Keulen 1829)
- Preußens gerichtliches Verfahren in Zivil- und Kriminalsachen (Keulen 1842)

Adolf Heinrich von Arnim-Boitzenburg · Ludolf Camphausen · Rudolf von Auerswald · Ernst von Pfuel · Friedrich Wilhelm von Brandenburg · Adalbert von Ladenberg (a.i.) · Otto Theodor von Manteuffel · Karel Anton van Hohenzollern-Sigmaringen · Adolf zu Hohenlohe-Ingelfingen (a.i.) · Otto von Bismarck · Albrecht von Roon · Otto von Bismarck · Leo von Caprivi · Botho zu Eulenburg · Chlodwig zu Hohenlohe-Schillingsfürst · Bernhard von Bülow · Theobald von Bethmann Hollweg · Georg Michaelis · Georg von Hertling · Max van Baden · Paul Hirsch · Heinrich Ströbel · Paul Hirsch · Otto Braun · Adam Stegerwald · Otto Braun · Wilhelm Marx · Otto Braun · Hermann Göring
- Gemeinsame Normdatei: 116643765
- International Standard Name Identifier: 0000 0000 1025 921X
- Nationale Bibliotheek van Israël: 987010649120905171
- Nationale Bibliotheek van Polen: a0000002203715
- Virtual International Authority File: 54905567